# Gwangju
Gwangju (ufficialmente: Città metropolitana di Gwangju; 광주광역시?, 光州廣域市?, Gwangju gwang-yeoksiLR) è una città della Corea del Sud.
È la sesta città più grande della Corea, dopo Seul, Busan, Incheon, Daegu e Daejeon con una popolazione di quasi un milione e mezzo di unità a metà 2012.
Dal punto di vista amministrativo è una città metropolitana autoamministrata con rango di provincia.

## Storia
La città di Gwangju è stata fondata nel 57 a.C., ma prende il nome con cui è oggi conosciuta a partire dal 940 d.C. sotto la dinastia Goryeo.
Il 18 maggio 1980 fu teatro di una violenta repressione militare conosciuta con il nome di Massacro di Gwangju. Durante un periodo di 9 giorni, la città fu caratterizzata dalla soppressione, operata dalle forze armate, di manifestazioni civili indette per ottenere riforme democratiche e l'abolizione della legge marziale. Si stima che vi siano state tra le 1000-2000 vittime.

## Geografia fisica

### Distretti
| Mappa                     | Nome   | Hangŭl | Hanja |
| ------------------------- | ------ | ------ | ----- |
| Buk Dong Gwangsan Nam Seo |        |        |       |
| Distretti                 |        |        |       |
| Buk                       | 북구   | 北區   |       |
| Dong                      | 동구   | 東區   |       |
| Gwangsan                  | 광산구 | 光山區 |       |
| Nam                       | 남구   | 南區   |       |
| Seo                       | 서구   | 西區   |       |

## Educazione
Nella città sono presenti università pubbliche: Chonnam National University, Gwangju Institute of Science and Technology e Gwangju Education University e private: Honam Univ, Gwangju University, Gwangshin University, Gwangju Women's University, Nambu University, Chosun University e Honam Christian University.